# Rhipidia (Rhipidia) hypomelania
Rhipidia (Rhipidia) hypomelania is een tweevleugelige uit de familie steltmuggen (Limoniidae). De soort komt voor in het Palearctisch gebied.